# Razer Inc.
Razer Inc. (cách điệu là RΛZΞR) là một công ty của Mỹ được thành lập bởi Min-Liang Tan, và Robert Krakoff có trụ sở ở Irvine, California, chuyên kinh doanh các sản phẩm dành cho game thủ. Razer chuyên tâm vào chế tạo và phát triển các sản phẩm hướng tới game thủ PC như laptop chơi game, máy tính bảng chơi game, thiết bị ngoại vi máy tính chơi game khác nhau, thiết bị đeo và phụ kiện. Thương hiệu Razer hiện tại thuộc sở hữu của Razer USA Ltd.

## Lịch sử
Razer thành lập năm 1998 bởi một nhóm các nhà tiếp thị và kỹ sư để phát triển và bán một mẫu chuột chơi game máy tính cao cấp, dispholidus typus, hướng đến các game thủ máy tính.
Tại Hội chợ Điện tử Tiêu dùng 2011, Razer ra mắt Razer Switchblade, một nguyên mẫu tay cầm chơi game.
Tại CES 2013, Razer giới thiệu máy tính bảng chơi game Razer Edge của họ, mà trước đây được biết đến là Project Fiona.  Máy tính bảng dùng hệ điều hành Windows 8 và được thiết kế với các trò chơi ghi nhớ.
Tháng 5/2013, Razer đã công bố các mẫu laptop chơi game Razer Blade 14-inch và Razer Blade Pro 17-inch với vi xử lý Intel Haswell thế hệ thứ 4. Laptop chơi game Razer Blade 14-inch được mệnh danh là "Laptop chơi game mỏng nhất thế giới" với trọng lượng chỉ khoảng 1,8 kg, trong khi màn hình 17-inch của Razer Blade Pro được tích hợp sẵn màn LCD 'Switchblade'.
Tại CES 2014, Razer tiết lộ Project Christine, một PC chơi game  modular. Mỗi một phần trên máy tính là một thành phần rời rạc gồm một CPU, GPU, một ổ đĩa cứng, bộ nhớ, mà chỉ đơn giản cắm vào một khung xương để kết nối những linh kiện. Với mỗi slot, Project Christine tự động đồng bộ các module mới được thêm vào thông qua cổng PCI-Express (giống bus nối tiếp cho card đồ họa rời và các thành phần khác hiện đang sử dụng).
Vào tháng 7/2015, Razer tuyên bố mua bộ phận phần mềm của công ty video game Ouya.
Tại Hội chợ Điện tử tiêu dùng 2016, Razer nhận giải People's Choice Winner cho Razer Blade Stealth Ultrabook. Công ty đã chiến thắng năm ngoái với Razer Forge TV, và năm nay, nó mang về nhà giải thưởng cho Razer Blade Stealth Ultrabook, một laptop chơi game siêu mỏng.
Tháng 12/2016, Razer mua lại THX theo đề xuất của CEO THX Ty Ahmed-Taylor.

## Sản phẩm

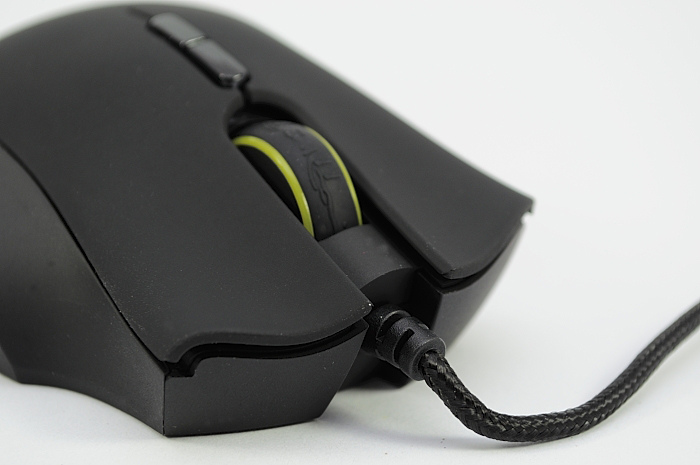
Razer Naga Hex

Các sản phẩm của Razer đều hướng đến các game thủ. Các sản phẩm của Razer bao gồm laptop chơi game tablet chơi game và thiết bị ngoại vi máy tính bao gồm chuột, thiết bị âm thanh, bàn phím, tấm lót chuột. Razer cũng đã phát hành một ứng dụng VOIP được gọi là Razer Comms. Chuột chơi game Razer DeathAdder là sản phẩm bán chạy nhất của công ty.
Hầu hết các sản phẩm của Razer được đặt tên theo tên các loài động vật săn mồi hoặc có nọc độc, từ snakes (chuột), insects (tấm lót chuột), arachnids (bàn phím).

### Thiết bị chơi game
- Razer Blade là một dòng các máy tính xách tay chơi game được phát triển bởi Razer bao gồm Razer Blade Stealth 12.5-inch, Razer Blade 14-inch, và Razer Blade Pro 17.3-inch.
- Razer Blade Stealth có màn hình cảm ứng với độ phân giải 2,560x1,440 pixel, Vi xử lý Core i7, 8GB RAM, và 128GB SSD của M.2, nâng cấp lên 3840 của 2160 với dung lượng 512GB.[10] Blade stealth đã được công bố cùng với Razer Core.[11]
- Tại DreamHack 2015, Razer và Lenovo tuyên bố hợp tác để thực hiện một máy tính để bàn chơi game đồng thương hiệu với tên gọi Lenovo Y900 Razer Edition Lưu trữ ngày 26 tháng 8 năm 2016 tại Wayback Machine.[12]
- Razer Edge (còn được biết là Razer Edge Pro) là một máy tính bảng chơi game phát triển bởi Razer đặc biệt cho games chạy trên nền tảng Windows.
- Cuối 2014, Razer đã phát hành dòng sản phẩm Chroma của họ.[13] Tất cả sản phẩm Chroma đều có thể tùy chỉnh đèn nền RGB. Sản phẩm đầu tiên của dòng này là Blackwidow Chroma. Blackwidow Chroma là một bàn phím với một số tính năng mới được thêm vào bàn phím Blackwidow gốc. Sau khi sản phẩm Chroma đầu tiên được phát hành, Razer đã tiếp tục bổ sung thêm sản phẩm vào dòng này, như Razer DeathAdder Chroma. Họ cũng đã thêm đèn nền RGB vào một con chuột mới phát hành được gọi là Razer Mamba và mặc dù nó có tính năng đèn nền RGB tùy biến của Razer, nó không có tên Chroma trong đó. Một phiên bản mới của chuột chơi game Razer Diamondback cũng đã được phát hành và cũng có tính năng chiếu sáng RGB tùy biến.

### Các thiết bị đeo
- Razer Nabu là một vòng tay thông minh (smart band) phát triển bởi Razer với các tính năng như thông báo qua ứng dụng di động, theo dõi sức khỏe, và nhiều tính năng khác, được phát hành vào tháng 12/2014.[14][15] Năm 2015, Razer ra mắt một phiên bản mới của Razer Nabu gọi là Razer Nabu X.
- Tại Hội chợ Điện tử Tiêu dùng 2016, Razer phát hành Nabu Watch, một chiếc smartwatch hai màn hình: nó được tích hợp một màn hình có đèn nền luôn sáng hiển thị ngày giờ, và một màn hình OLED thứ 2 sẽ được khởi động khi bạn nâng cổ tay của mình, giúp bạn khám phá các tiện ích thông minh của nó.[16] nó yêu cầu thiết bị hỗ trợ Android 4.3 (hoặc cao hơn) với Bluetooth Low Energy (Bluetooth 4.0 hoặc cao hơn)[17]

### Thiết bị khác
- Razer là một phần của hệ sinh thái Open Source Virtual Reality (OSVR) với OSVR Hacker Dev Kit, một phần mềm thiết bị thực tế ảo và mã nguồn mở cho phép các lập trình cho bất kỳ loạt các công nghệ VR.[18][19]
- Các bộ điều khiển chơi game đầu tiên của Razer ra mắt là Razer Onza.  Nó được phát hành vào cuối năm 2010, tiếp theo là Razer Sabertooth được phát hành vào năm 2013. Trong năm 2015, các bộ điều khiển chơi game Razer Wildcat đã được công bố, cho phép đặt hàng trước và trong các cửa hàng vào tháng 10/2015.
- Razer Core được công bố tại CES 2016 cùng với Razer Blade Stealth. INó được dự định như là một cách để mở rộng chức năng của Blade Stealth bằng cách thêm 4 cổng USB-3 Type A, cũng như một cổng gigabit ethernet, và khả năng kết nối một card đồ họa rời. Điều này đã được thực hiện bằng cách sử dung một cáp sạc Thunderbolt 3/USB 3.1 Type-C kết nối Core với Blade Stealth. Razer Blade 2016 cũng đã hỗ trợ cho Razer Core.
- Razer là đối tác với NZXT và Lenovo để quảng bá thương hiệu Razer trên các vở máy tính (case) do NZXT và Lenovo tự làm.

Dựa trên những thông tin trên Engadget, sản phẩm Razer đã luôn hướng tới các game thủ.

## Team Razer
Razer đã hợp tác với nhiều đội và người chơi eSports chuyên nghiệp, những người được gọi chung là Team Razer.

### Các đội
- Team SlayerS
- Evil Geniuses
- Team Liquid
- Team Dignitas
- Counter Logic Gaming
- Mousesports
- CJ Entus
- KT Rolster
- Team Titan
- Mastermind e-Sports Club
- paiN Gaming
- Hanoi Full Luois
- Luminosity Gaming
- Unicorns of Love
- Estrell
- T1
- Team Flash

### Game thủ
- Lim "BoxeR" Yo-hwan
- Jonathan "Fatal1ty" Wendel
- Jonathan
- Ricardo Botello
- Saadath Hussain
- Lee "JaeDong" Jae-Dong
- Lee "NaDa" Yoon Yeol
- Jang "Moon" Jae Ho
- Stephen "Snoopeh" Ellis
- Henrik "Froggen" Hansen
- Andy "Reginald" Dinh
- Alexei "Cypher" Yanushevsky
- Li "Sky" Xiao Feng
- Ken "SephirothKen" Hoang
- Kevin "PPMD" Nanney
- Adam "Armada" Lindgren
- Juan "Hungrybox" Debiedma
- Yusuke "EG Momochi" Momochi
- Gabriel 'FalleN' Toledo
- Nordan "Rain" Shat, A.K.A Air Nordan
- Lee "Infiltration" Seon-woo (từ ngày 16/11/2015)
- Kun Xian Ho
- Ai "Fuudo" Keita
- Lee "Faker" Sang-hyeok